# Malevolent Creation
Malevolent Creation (engl. für böswillige Schöpfung) ist eine Death-Metal-Band aus Fort Lauderdale, Florida, USA.

## Bandgeschichte
1987 schloss sich Phil Fasciana (Gitarrist) mit Brett Hoffmann (Sänger) und Jason Blachowicz (Bassist) in Buffalo, New York zusammen. Mit ihrem ersten Demo, von dem es 100 Kopien gibt, machten sie zum ersten Mal in der Death-Metal-Szene auf sich aufmerksam.
1988 ging die Band nach Florida, wo sie ihr zweites Demo mit einer Auflage von 1.000 Stück aufnahm. Darauf war ein neuer Drummer und mit John Rubin auch ein zweiter Gitarrist zu hören. 
Mit ihrem dritten Demo – ein Jahr später und inzwischen mit Mark Simpson als Schlagzeuger – erreichte die Band einen Plattenvertrag bei Roadrunner Records. Dort wurde 1991 ihr Debütalbum The Ten Commandments veröffentlicht. 
1992 mussten John Rubin und Mark Simpson die Gruppe verlassen, als Ersatzmänner wurden Rob Barrett an der Gitarre und Alex Marquez als neuer Schlagzeuger eingestellt, der spielte aber zeitgleich auch bei einigen anderen Bands. Mit dem neuen Line-Up wurde im selben Jahr Retribution eingespielt. Beide Neuzugänge verließen nach dem zweiten Album die Band, sie wurden durch John Rubin, der wieder Gitarre spielte, und Larry Hawke am Schlagzeug ersetzt. 
1993 veröffentlichte die Band Stillborn, das von vielen als schwächstes Album der Band angesehen wird. Frontmann Brett Hoffmann wurde während der folgenden Tour mit Cradle Of Filth entlassen, derweil übernahm Jason Blachowicz das Mikrofon zusätzlich zum Bass. Auch Larry Hawke wurde durch Dave Culross ersetzt. 
„If you’re too slow, you gotta go“ – so erklärte Bandleader Phil Fasciana die ständigen Wechsel im Aufgebot von Malevolent Creation. Mit dem neuen Schlagzeuger wurde 1995 mit Eternal das mittlerweile vierte Album, nun aber auf Pavement Music, eingespielt. Der Song They Breed von diesem Album brachte der Band Vorwürfe ein, rassistisch zu sein, weil der Text von einer sich ausbreitenden Spezies handelt und Bassist Jason Blachowicz am Ende des Songs „you fucking niggers“ schreit, was laut Phil Fasciana in einem Interview gar nicht geplant und auch nicht rassistisch gemeint war, sondern ein Ausrutscher von Jason Blachowicz, der aber nicht korrigiert wurde, weil man dachte, das würde sich gut anhören. 
Das 1996er Album Joe Black enthält neben Outtakes, Demos und Remixes lediglich drei neue Songs. 
Bei In Cold Blood (1997) wurden Barrett und Culross durch John Paul Soars (vormals Paingod, Gitarre) und Derek Roddy (Schlagzeug) ersetzt. 
Als Blachowicz bei einem Konzert mit einem KKK-T-Shirt erschien, eskalierte die Situation. Die Band wurde als „Nazis“ und „Scum“ beschimpft und mit Flaschen beworfen. Daraufhin wurde Blachowicz von Fasciana verprügelt und verließ die Band.
Für The Fine Art Of Murder (1998) wurde erneut ein neues Line-Up zusammengestellt. Phil spielte ein paar Keyboard-Sounds ein. Für Jason wurde Brett Hoffmann (Gesang) eingewechselt und Gordon Simms als Bassist in die Band geholt. Ebenso kam Rob Barrett zurück, der John Paul Soars als zweiten Gitarristen ersetzte. Auch Dave Culross kehrte wieder zurück, da Derik Roddy zu Hate Eternal wechselte.
Das 2000er Album Manifestation veröffentlichte die Band nur, um den Vertrag mit Pavement zu erfüllen. Das Album Envenomed, das bei Arctic Records erschien, wurde in derselben Besetzung eingespielt. Nach einer Europa-Tournee wurde Brett bei der Rückkehr in die Staaten festgenommen, da noch ein alter Haftbefehl wegen Drogendelikten aus dem Jahr 1995 vorlag. 
Nach seiner Entlassung aufgrund von Drogenproblemen wurden die Arbeiten zu The Will To Kill aufgenommen. Der Sänger Kyle Symons von Hateplow, dem Nebenprojekt von Phil und Rob, stieß als Ersatzmann zu Malevolent Creation. 
Als Produzent fungierte bei The Will To Kill Kataklysm-Gitarrist Jean-Francois Dagenais. Da aber dieser als Kanadier nicht ohne weiteres die USA betreten kann, zogen die Malevolent Creation Musiker in Erwägung, sich illegal über die Grenze zu schmuggeln, da sie auf Grund von Vorstrafen auch nicht nach Kanada einreisen durften. Jean Francois kam dann erst durch eine US-Tour mit Kataklysm bei der Band im Studio vorbei, nahm die Bänder mit und mischte sie in Kanada ab. The Will To Kill erschien im November 2002 in den Staaten bei Arctic Records und in Europa über Nuclear Blast.
Justin Dipinto, der die Schlagzeugparts des Albums einspielte, musste die Band auch gleich wieder verlassen – auch er durfte wegen diverser Vorstrafen nicht aus den USA ausreisen. Der damals 22-jährige Arieo Alverado übernahm die Rolle des Drummers. Auf dem neuen Album Invidious Dominion (2010) ist Gus Rios am Schlagzeug zu hören.
2014 sorgte die Band für einen Shitstorm, nachdem sie ein Statement über den Rauswurf des Schlagzeugers Gus Rios auf Facebook veröffentlicht hatten. Sie schrieben darin, man hätte sich von dem "schwulen Schlagzeuger getrennt". Später versuchte die Band in einem neuen Statement zu erklären, Gay Gus wäre ein Spitzname des Schlagzeugers gewesen. Diesmal ging die Band auch auf Gründe für den Rauswurf ein.
Am 7. Juli 2018 starb Sänger und Gründungsmitglied Bret Hoffmann an den Folgen einer Erkrankung an Darmkrebs.

## Diskografie

### Studioalben
- 1991: The Ten Commandments
- 1992: Retribution
- 1993: Stillborn
- 1995: Eternal
- 1997: In Cold Blood
- 1998: The Fine Art of Murder
- 2000: Envenomed
- 2002: The Will to Kill
- 2004: Warkult
- 2007: Doomsday X
- 2010: Invidious Dominion
- 2015: Dead Man’s Path
- 2019: The 13th Beast

### Livealben
- 1994: Live death
- 2004: Conquering South America
- 2006: Created live (DVD)
- 2008: Live At The Whisky A Go Go

### Kompilationen und Best Ofs
- 1997: Joe Black
- 2000: Manifestation
- 2003: The best of Malevolent Creation
- 2004: Retrospective

### Demos
- 1989: Demo I
- 1990: Demo 1990